# Historische grammatica van het Oudijslands
Dit artikel behandelt de grammatica van het Oudijslands vanuit historisch-vergelijkend perspectief. Het Oudijslands is een dialect van het Oudnoords, en stamt via het Proto-Noords af van het Proto-Germaans. Het Proto-Germaans is een tak van de Indo-Europese taalfamilie.
N.b. Dit is geen gewone vormenleer van het Oudijslands. De grammatica wordt benaderd vanuit historisch-taalkundig perspectief.

## Historische fonologie

### De klinkers

#### Umlaut
Een umlaut is een klinkerverandering. Hij onderscheidt zich van de zogenoemde ablaut doordat hij veroorzaakt wordt door de invloed van een volgende klank. De ablaut heeft andere oorzaken. Het best kennen we de term umlaut uit de Duitse taal, waar we de klank die de umlaut heeft veroorzaakt weliswaar niet meer kunnen terugvinden, maar de voorafgaande, overgebleven klinker is wel merkbaar veranderd. Zo heeft de hoofdklinker in de meervoudsvorm van het woord 'Gast' - in het Duits 'Gäste' met _ä_ - de volgende ontwikkeling doorgemaakt: enkv. gast - mv. gasti > gesti > gäste, waarbij de _a_ een _e_ werd onder invloed van de hoger uitgesproken -i. Dit proces wordt de i-umlaut genoemd.
In het Oudnoords gebeurde er iets vergelijkbaars. Blijven we daar bij de i-umlaut, dan zien we een ontwikkeling a > æ > e onder invloed van i in het Proto-Noordse woord voor 'gast', dat gastiR is. Proto-Noords gastiR > Oudnoords gæstr en later > gestr. Ook hier ziet men dat de oorspronkelijke i uiteindelijk verdween, maar dat hij een verhoogde uitspraak van de a achterliet.
Het Oudnoords en het Oudijslands kenden ook andere umlauten, zoals de u-umlaut die weer ronding van voorafgaande klinkers inhield, en de a-umlaut die verhoging (raising) bij klanken met lage tongstand en verlaging (lowering) bij klanken met hoge tongstand veroorzaakte.
Maar volgens Heusler (A. Heusler (1913): Altisländisches Elementarbuch) ondergingen reeds in het Proto-Noords de Proto-Germaanse sterktoonvokalen de volgende klankveranderingen:
Germaans *ǣ > ā (bijvoorbeeld Proto-Noords mārir (beroemd) (Got. mērs))
Germaans *ans, *ins, *und > ąs (lange klinker), įs (lang), ųs (lang)
Germaans *u > o door a-umlaut: Proto-Noords horna,  holtingaR ('uit Holting'). Zelfs de uit het Proto-Noords ontstane a uit ō is een verder gevolg van deze vroege umlaut: *hula > hola (= 'hol')
In het West-Oudnoords vóór dentalen, <h> en <m>: eu > eo > jó door a-umlaut zie ook Oudijsl. kjósa, þjóþ, tjóa, hljómr, maar ljúga, sjúkr, krjúpa, ljúfr. Ook voor de R bleef de a-umlaut: *deuRa > *diuRa > dyr (=dier).
Germaans *i > e door a-umlaut is ook Proto-Noords, maar hypothetisch: vgl. Oudijsl. neþan (=van onderen), naar niþr (neder-); Germaans *e > i; þrijōR (=drie); sijōstēR (=de verwantsten), enz. Hier is het aldus gegaan: *ej > -ij-.
(ā ē ī ǽ ō ǣ ą į ų ǫ)

### De medeklinkers

##### Proto-Germaans naar Oudnoords
- z > R
- Vmf > VVf
- Vns > VVs
- soms j > Ø
- -jj- > -ggj-
- -ww- > -ggw-
- lþ > ll
- nþ > nn

##### Oudnoords naar Oudijslands
j
- j- > Ø
- j > Ø /_V̆voor (behalve ę), j bleef /g, k_

en na korte lettergreep
v (< w)
- w- >Ø /_l, r
- w > Ø /_V̆rond (behalve ǫ), _ó, ú, _C, _#
- w > v /g, k_ en na korte lettergreep

h
- ht > tt
- h > Ø behalve #_

g
- gj > ggj
- -jj- > -ggj-
- -ww- > -ggw-

þ, ð
- lþ, nþ > ll, nn
- lð, nð > ld, nd
- ðð > dd
- ð > Ø /_n, (r)

- ð > g /u_u

r
- R (< *z) > r

m
- mβ > mb
- β- > b-
- -β- > -f̬-
- -β > -f̬
- m > Ø /_f
- -m > Ø in onbeklemtoonde woorden
- mn > fn

n
- n > Ø /_l, r, v(w)
- n > Ø / aan het eind van een
- onbeklemtoonde lettergreep
- nn > ð /_r

## Historische grammatica

### Het nomen

#### De a-stammen
| dagr 'dag'   | dagr 'dag'     | dagr 'dag'     | dagr 'dag'          |
| ------------ | -------------- | -------------- | ------------------- |
| OudijJslands | ?Proto-Noords? | Proto-Germaans | Proto-Indo-Europees |
| dagr         | -az            | -az            | -os                 |
| dags         |                |                |                     |

### Het werkwoord

#### Sterke werkwoorden
Voorlopig overzicht Ablaut & uitgangen sterke werkwoorden: